# Негативний і позитивний атеїзм
Негативний атеїзм, який також називають слабким атеїзмом або м'яким атеїзмом — це тип атеїзму, коли людина не вірить у існування будь-яких божеств, але не обов'язково прямо заявляє, що таких немає. Позитивний атеїзм, який також називають сильним атеїзмом і жорстким атеїзмом — форма атеїзму, яка беззаперечно стверджує, що не існує жодних божеств.
Терміни «негативний атеїзм» і «позитивний атеїзм» використав Ентоні Флю у 1976 році. Вони також з'являються в працях Джорджа Сміта та Майкла Мартіна.

## Сфера застосування
Через гнучкість самого поняття «бог» не виключено, що людина може бути позитивним / сильним атеїстом щодо певних уявлень про нього залишаючись негативним / слабким атеїстом з точки зору інших. Наприклад, бог в класичному теїзмі розглядається як верховна особистість, яка є всемогутньою, всезнаючою, всюдисущою сутністю, піклуючись про людей і людські справи. Хтось може бути позитивним атеїстом для такого божества, будучи при цьому негативним атеїстом щодо деїстичної концепції, відкидаючи віру в таке божество, але не явно стверджуючи, що воно є хибним.
Позитивний і негативний атеїзм часто використовується філософом Джорджем Смітом як синонім явного та неявного атеїзму, що також стосується того, чи дотримується людина конкретної точки зору про те, що богів не існує. Позитивні атеїсти прямо заявляють, що існування будь-яких божеств є хибним. Негативні атеїсти стверджують, що вони не вірять, що існують будь-які божества, але не обов'язково прямо заявляють, що це правда, що жодне божество не існує. Ті, хто не вірить, що існують будь-які божества, але не стверджують такої невіри, входять до числа неявних атеїстів . Таким чином, до «неявних» атеїстів належать такі: діти та дорослі, які ніколи не чули про божества; люди, які чули про божества, але ніколи не замислювалися над цією ідеєю; і ті агностики, які припиняють віру в божества, але не відкидають такої віри. Усі неявні атеїсти включені в негативну / слабку категорію.
За класифікацією негативного атеїзму агностики є атеїстами. Однак обґрунтованість цієї категоризації заперечується, і деякі відомі атеїсти, такі як Річард Докінз, уникають її. В «Ілюзії Бога» Докінз описує людей, для яких ймовірність існування бога знаходиться між «дуже високою» та «дуже низькою», як «агностичних» і зберігає термін «сильний атеїст» для тих, хто стверджує, що бога не існує. Він класифікує себе як фактичного атеїста, але не сильного атеїста в цьому масштабі. 
У межах негативного атеїзму філософ Ентоні Кенні далі розмежовує агностиків, які вважають твердження «бог існує», та теологічних нонкогнітивістів, які вважають всі розмови про богів безглуздими.